# La gallina clueca
La gallina clueca (übersetzt: „Das gackernde Huhn“) ist ein mexikanischer Film aus dem Jahr 1941. Die Regie für das Melodram führte Fernando de Fuentes, der zudem gemeinsam mit Carlos Orellana auch das Drehbuch verfasst hatte.
Die Handlung beginnt mit einer Panne des Autos von Teresa, einer Witwe, die mit ihren drei Kindern unterwegs war. Sie werden von Ángel mitgenommen, der Teresa in der Folge für sein Geschäft, welches sie dann erfolgreich leitet, anstellt. Es vergeht einige Zeit. José, der Sohn von Teresa, studiert nun Medizin, eine seiner Schwestern, Lucía, ist verheiratet und die andere, Lupita, ist mit dem Kadetten Cacho verlobt. In dieser Situation macht Ángel Teresa einen Heiratsantrag. Sie gesteht jedoch, dass sie noch verheiratet ist und sie ihren Mann verlassen hat, weil er ein Alkoholiker ist. José zieht nach seinem Studium nach Oaxaca und Lupita heiratet Cacho. Lucía aber kehrt in das Haus ihrer Mutter zurück, nachdem sie und ihre Kinder von ihrem Mann verlassen worden sind. Am Ende des Films erfährt Teresa, dass ihr Mann verstorben ist.
La gallina clueca basiert auf einem Theaterstück von Arnaldo Malfatti und Nicolás de las Llanderas. Der Film, der seine Premiere am 4. Dezember 1941 hatte, wurde von der Produktionsfirma Films Mundial finanziert. 1943 wurde La gallina clueca von Clasa-Mohme in spanischer Sprache in den Vereinigten Staaten veröffentlicht.